# Mads Krogsgaard Thomsen
Mads Krogsgaard Thomsen (født 27. december 1960) er en dansk virksomhedsleder. I marts 2021 tiltrådte han som administrerende direktør hos Novo Nordisk Fonden.
Han har tidligere været bl.a. koncerndirektør i 20 år for forskning og udvikling i medicinalkoncernen Novo Nordisk. Fra 2017 var han formand for bestyrelsen på Københavns Universitet frem til 2019.
Mads Krogsgaard Thomsen blev ansat i Novo Nordisk i 1991 hvor han blev forskningsdirektør i 1995 og koncerndirektør med ansvar for Forskning og Udvikling (R&D) i 2000.
Fra 1994 til 2021 har Mads Krogsgaard Thomsen bl.a. stået i spidsen for Novo Nordisks forskning og udvikling af 20 medicinalprodukter, især indenfor diabetesmedicin hvor han har spillet en rolle i udvikling af GLP-1 og pilleteknologi til biologisk diabetesbehandling på tabletform fremfor injektion.
Mads Krogsgaard Thomsen forlod stillingen som koncerndirektør i Novo Nordisk den 28 februar 2021 til fordel for posten som administrerende direktør i Novo Nordisk Fonden efter Birgitte Nauntofte. Mads Krogsgaard Thomsen tiltrådte stillingen som direktør i Novo Nordisk Fonden d. 1. marts 2021.
Mads Krogsgaard Thomsen modtog dekorationen Ridder af Dannebrogordenenden af det danske Kongehus, den 12. december 2022.
I 2024 modtog Mads Krogsgaard Thomsen prisen "Golden Plate Award" fra det anerkendte American Academy of Achievement for hans bidrag til opdagelsen og udviklingen af Semaglutid.

## Uddannelse
Thomsen gik på Boarding school i Epsom i Surrey, Storbritannien fra 1967-1971. Han blev student fra Rungsted Statsskole i 1979. Herefter læste han til cand.med.vet. på Den Kongelige Veterinær- og Landbohøjskole ved Københavns Universitet, hvor han blev færdig i 1986. Ifølge Krogsgaard Thomsen selv, havde han ambition om at blive dyrlæge ligesom i den britiske tv-serie Folk og Fæ. Men han ændrede sine planer og ville derefter være forsker. Han fik først en ph.d. fra samme Københavns Universitet, for derefter at få en grad som dr.med.vet i 1991.

## Erhvervskarriere
Thomsen arbejdede som farmakolog hos Leo Pharma fra 1989 til 1991 og blev derefter ansat hos Novo Nordisk som leder af Growth Hormone Research. I 1994 blev han udnævnt til senior vice president for diabetesforskning og -udvikling (R&D) og blev i 1995 senior vice president for Health Care Discovery.
I november 2000 blev han udnævnt til executive vice president for global forskning og udvikling (Global R&D) samt chief scientific officer (CSO). Som chief scientific officer havde han ansvaret for forskning og udvikling af 20 lægemidler inden for diabetes, overvægt og biofarmaceutiske produkter. Han stod i spidsen for udviklingen af GLP-1-behandlinger, som i dag er blandt de førende behandlinger af type 2-diabetes og overvægt. Han fratrådte stillingen som executive vice president for R&D i Novo Nordisk den 28. februar 2021 og tiltrådte som administrerende direktør for Novo Nordisk Fonden den 1. marts 2021.
Han har været præsident for Akademiet for de Tekniske Videnskaber (ATV) og har siddet i bestyrelsen for Danmarks Tekniske Universitet (DTU) og Københavns Universitet. Fra 2017 til 2020 var Thomsen bestyrelsesformand for Københavns Universitet. Den 12. december 2022 blev han tildelt ridderkorset af Dannebrogordenen af det danske kongehus.
I 2024 modtog Mads Krogsgaard Thomsen prisen 'Golden Plate Award' fra American Academy of Achievement, overrakt af Awards Council-medlem Robert S. Langer.

### Erhversstillinger
- 1982-1985 Instruktør og ass. lektor, Københavns Universitet
- 1986-1987 Klinisk Institut Ph.D stipendium, Københavns Universitet
- 1987-1988 Afdelingen for Farmakologi Ph.D stipendium, Københavns Universitet
- 1988 - 1991 Farmakolog på LEO Pharma
- 1991 - 2000 Lederstillinger hos Novo Nordisk, fra 1994 som forskningsdirektør
  - 1991 – 1993 Head of Growth Hormone Pharmacology, Biopharmaceuticals Division, Novo Nordisk
  - 1993 – 1994 Director of Pharmacology, Diabetes Care Division, Novo Nordisk
  - 1994 – 1995 Senior Vice President of Diabetes Research & Development, Diabetes Care Division, Novo Nordisk
  - 1995 – 1998 Corporate Vice President of Drug Discovery, Novo Nordisk
  - 1998 – 2000 Corporate Vice President of Drug Discovery and Preclinical Development, Novo Nordisk
- 2000 – 2021 Koncerndirektør for forskning og udvikling, Novo Nordisk
- 2000 – Adjungeret professor i farmakologi, Københavns Universitet
- 2021 - Direktør, Novo Nordisk Fonden

### Bestyrelser m.v.
- 2000 – 2008 Medlem af bestyrelsen for Danmarks Tekniske Universitet.
- 2000 – 2003 Medlem af Akademiet for de Tekniske Videnskaber (2002 – 2004 præsident)
- 2006 – 2012 Medlem af bestyrelsen for Cellartis AB
- 2012 – 2019 Medlem af bestyrelsen for Københavns Universitet (fra 2017 - 2020 formand)[13]
- 2014 - 2016 Formand for Bestyrelsen, Steno Diabetes Center
- 2018 - 2019 Bestyrelsesmedlem, Symphogen
- 2020 - Medlem af bestyrelsen for BB Biotech

## Privatliv
Privat er Mads Krogsgaard Thomsen gift og har tre børn. Han er bosat i Danmark.